# Diddy Kong Racing
Diddy Kong Racing (ディディーコングレーシング?, Didī Kongu Rēshingu) è un simulatore di guida del 1997 sviluppato e pubblicato da Rare per Nintendo 64. Parte della serie di Donkey Kong, ne vennero ordinate 800 000 copie nelle due settimane precedenti il Natale 1997, rendendolo il gioco venduto più velocemente a quel tempo, secondo il Libro del Guinness dei Primati.
Inizialmente, erano previsti due sequel a Diddy Kong Racing, cioè Diddy Kong Pilot e Donkey Kong Racing. Il primo è poi diventato Banjo-Pilot, un gioco basato su Banjo-Kazooie della Rare. Il secondo è stato annullato a causa del distacco tra Nintendo e Rare, che andava verso Microsoft. Un gioco simile è stato creato da Paon con il nome di Donkey Kong Jet Race. Comunque, i due progetti non hanno alcuna relazione.
Il 7 febbraio 2007 è uscito un remake migliorato del gioco per Nintendo DS, dal titolo Diddy Kong Racing DS. La versione per DS usa lo stylus per controllare i veicoli solo in certe circostanze, come all'inizio di una gara dove lo stylus può essere usato per avere uno sprint aggiuntivo. I classici controlli con il gamepad vengono usati per la maggior parte del gioco.

## Trama

Schermata di selezione dei personaggi

I genitori di Timber la tigre vanno in vacanza e lasciano loro figlio a capo dell'isola in cui vivono, lasciandolo gareggiare con i suoi amici. Il loro divertimento viene rovinato da un maiale, mago intergalattico malvagio, di nome Wizpig, che arriva nella pacifica Isola di Timber e cerca di imporsi dopo avere conquistato tutti i circuiti del suo stesso pianeta. Egli cambia i quattro guardiani dell'isola (Tricky il triceratopo, Bubbler l'octopus, Bluey il tricheco e Smokey il drago) nei suoi scagnozzi. L'unica soluzione possibile per gli abitanti dell'isola è sconfiggere Wizpig in una elaborata serie di gare che coinvolgono automobili, hovercraft e aeroplani. Drumstick, il miglior pilota dell'isola, ha perso questa sfida ed è stato trasformato in una rana dalla magia nera di Wizpig. Timber recluta un gruppo di 7 piloti: Diddy Kong, la prima recluta; Conker (Dixie Kong sul DS) e Banjo (Tiny Kong sul DS), reclutati da Diddy; Krunch, un nemico di Diddy che lo segue; e Tiptup, Pipsy e Bumper, abitanti dell'isola di Timber. Loro completano tutte le sfide di Wizpig e affrontano lo stesso Wizpig in una gara e lo sconfiggono. Poco dopo, Wizpig se ne va verso il suo pianeta d'origine, Future Fun Land. Temendo che Wizpig possa un giorno tornare per invadere di nuovo l'isola di Timber, gli isolani viaggiano verso Future Fun Land per una seconda sfida. Quando Wizpig perde la seconda gara, il razzo che guida si rompe e lo lancia verso un pianeta lontano e la pace ritorna sull'isola di Timber.

## Personaggi
- Diddy Kong
- Banjo (solo nella versione per N64)
- Conker (solo nella versione per N64) lo scoiattolo
- Tiptup la tartaruga
- Krunch il Kremling
- Bumper il tasso
- Pipsy la topolina

- Timber la tigre
- Dixie Kong (solo nella versione per DS)
- Tiny Kong (solo nella versione per DS)
- Drumstick (sbloccabile) il gallo
- T.T] (sbloccabile) il cronometro
- Taj il Genio (sbloccabile) (solo nella versione per DS)
- Wizpig (sbloccabile) (solo nella versione per DS)

## Modalità di gioco
Simile a Mario Kart 64, Diddy Kong Racing ha anche una modalità avventura. In Diddy Kong Racing, un giocatore può scegliere di guidare una automobile, un hovercraft o un aeroplano, sebbene alcuni livelli impongano il mezzo da usare.
Ogni mondo contiene diversi percorsi, un livello sbloccabile di battaglia e una corsa contro il boss del mondo. In base al percorso, i giocatori potranno scegliere se usare una automobile, un hovercraft o un aeroplano; questa scelta è ristretta su alcuni percorsi. Ogni percorso contiene degli elementi che, se attraversati o toccati, regalano uno sprint aggiuntivo al veicolo, e inoltre contiene dei palloncini di diversi colori che forniscono dei power-up ai piloti.
Se il giocatore sconfigge Wizpig in Future Fun Land e ottiene i pezzi dell'amuleto e vince tutte le medaglie d'oro, allora potrà giocare nella modalità Adventure 2. In questa modalità, tutti i palloncini sono di argento e i percorsi sono simmetrici rispetto alla normale modalità Avventura. Insieme alla curve molto più strette, le monete d'argento sono posizionate in punti diversi dei percorsi, spesso in punti più difficili da raggiungere.

### Veicoli
Ci sono tre veicoli diversi nel gioco. L'automobile e/o l'aeroplano non possono essere usati in alcuni percorsi.
- Auto - è il veicolo standard del gioco.
- Hovercraft - è il veicolo usato per gareggiare sull'acqua e sulla terra. Si può usare in tutti i percorsi.
- Aeroplano - è il veicolo usato per volare. Può virare con angoli molto stretti ed è il veicolo più veloce.

## Sviluppo
All'inizio, Diddy Kong Racing era un gioco di strategia in tempo reale, con un tema sull'uomo delle caverne/viaggi temporali sul quale lavorava un team di quattro persone. Gli elementi di avventura in DKR erano stati influenzati da Disney World. A questo punto, DKR era noto come Wild Cartoon Kingdom. Wild Cartoon Kingdom si è evoluto in Adventure Racers. Nintendo non aveva avuto nessuna parte nella prima fase di sviluppo del gioco. Nel giugno 1997, il gioco era noto come R.C. Pro-Am 64, un sequel di R.C. Pro-Am, un gioco per NES. È stato Shigeru Miyamoto a offrire Diddy Kong al gioco. Il team di Pro-Am 64 non era contento di avere Diddy Kong nel gioco ma alla fine ha accettato. Il gioco venne pubblicato prima in Giappone e nelle regioni PAL il 21 novembre 1997.

## Musica
La musica del gioco è stata composta da David Wise, uno dei compositori interni a Rare. Usando il formato a cartuccia del Nintendo 64, la musica nel gioco poteva cambiare suono attraverso il terreno di gioco o in mezzo ad un percorso (usando gli stessi toni e tempi ma cambiando strumenti) senza essere interrotti da tempi di caricamento comuni nei formati a dischi ottici. Comunque, questa tecnica è stata usata in un solo percorso (Boulder Canyon), sebbene venga usata anche nella zona centrale dell'isola e nella schermata di selezione del personaggio. Questo è stato il primo gioco Rare a usare questa tecnica, poi usata anche in Banjo-Kazooie, Donkey Kong 64 e Conker's Bad Fur Day.

## Recensioni
Diddy Kong Racing è stato molto apprezzato per la sua grafica e per le musiche, ma è stato criticato per essere troppo simile a Mario Kart 64 (per coincidenza, Diddy Kong sarebbe diventato un personaggio giocabile nei successivi capitoli di Mario Kart). Il gioco è diventato una Player's Choice, ed è considerato uno dei migliori giochi di gare per Nintendo 64, insieme a Mario Kart 64. Il gioco è famoso anche oggi, anche se appartiene ad una console meno recente e ha un punteggio di 88,67% su GameRankings. Il remake per DS ha ricevuto una media di 63/100 su Metacritic, basata su 39 recensioni.

### Premi
Diddy Kong Racing ha vinto il Console Racing Award all'Interactive Achievement Awards e ha anche vinto il premio come Migliore Gioco dell'Anno 1998 secondo la Scandinavian Game Review.

### Merchandise
Toy Biz ha prodotto una linea di pupazzi nel 1999 (e Wizpig era il più comune). Questa linea, molto acclamata, è stata considerata un miglioramento rispetto ai pupazzi di Mario Kart 64 perché non si rompevano facilmente, ma saltava all'occhio la mancanza di Conker. La linea includeva tre personaggi: Diddy Kong, Wizpig e Banjo (personaggio della serie Banjo-Kazooie)